# Thecocodium brieni
Thecocodium brieni är en nässeldjursart som beskrevs av Bouillon 1967. Thecocodium brieni ingår i släktet Thecocodium och familjen Ptilocodiidae. Inga underarter finns listade i Catalogue of Life.